# Hôtel-de-Ville (stadsdel i Marseille)

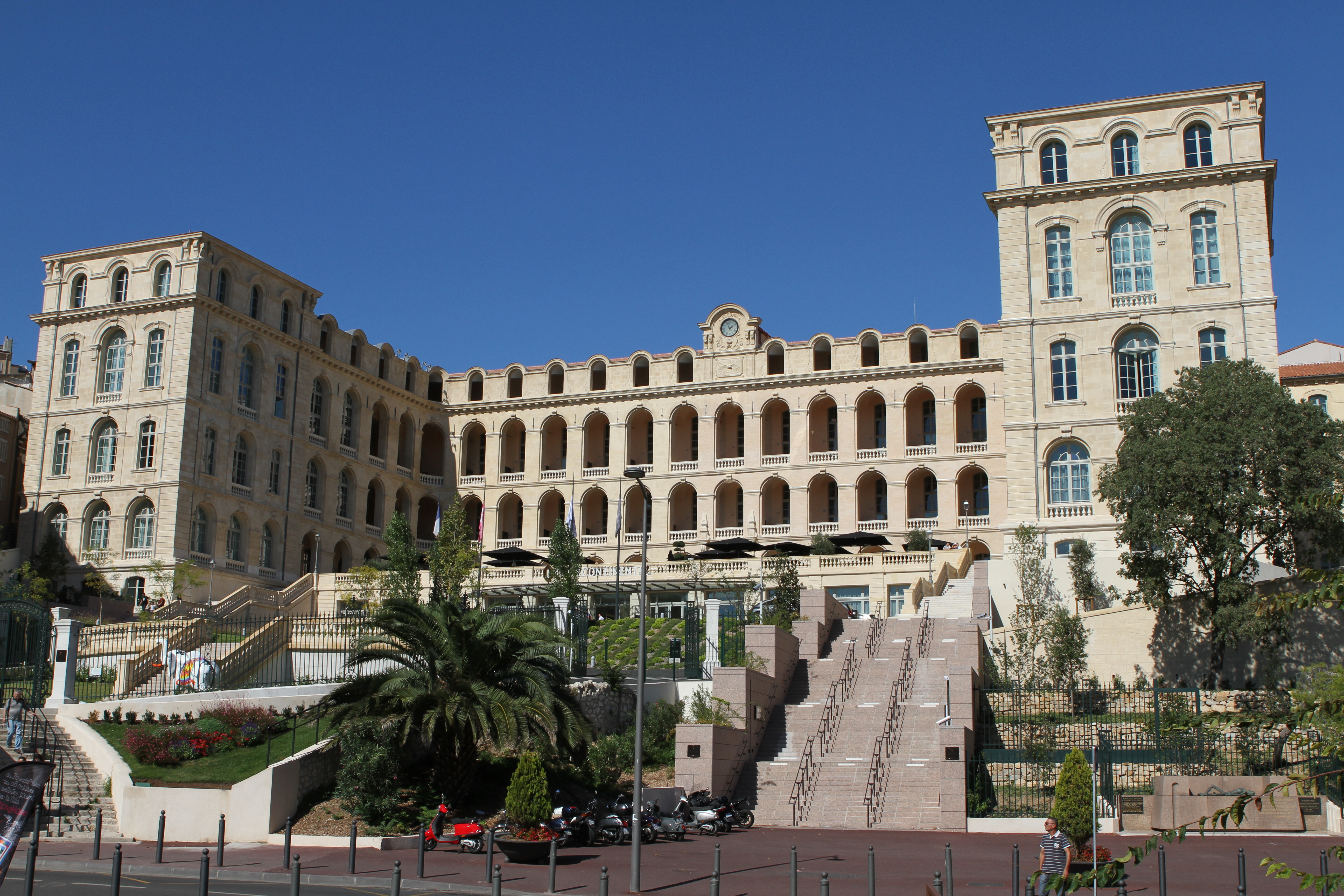
Hôtel-Dieu

Hôtel-de-Ville (provensalsk occitanska: La Lòtja) är en stadsdel och ett administrativt kvarter (quartier) i 2:a arrondissementet i den franska staden Marseille. Stadsdelen har sitt namn efter Marseilles stadshus, som ligger här.
Kvarteret Hôtel-de-Ville utgörs av de södra delarna av Marseilles äldsta innerstad, Le Panier, och ligger vid norra sidan av Marseilles gamla hamn. I väster avgränsas stadsdelen av Fort Saint-Jean och Avenue Vaudoyer, i norr av Rue du Panier, i öster av avenyn Rue de la République och i söder av den gamla hamnen.
Området ligger på platsen för den antika grekiska kolonin Massalia. Det har varit kontinuerligt bebyggt sedan antiken och innehåller många arkeologiska lämningar. Det historiska Saint-Jean-kvarteret som tidigare låg här sprängdes på order av den nazityska ockupationsmakten 1942, men bebyggdes åter efter kriget.
Till områdets mest kända byggnadsverk hör förutom stadshuset även det tidigare sjukhuset Hôtel-Dieu (idag hotell) samt hamnfortet Fort Saint-Jean som sedan 2013 ingår i Medelhavsmuseet MuCEM.